# منطقه بی‌طرف

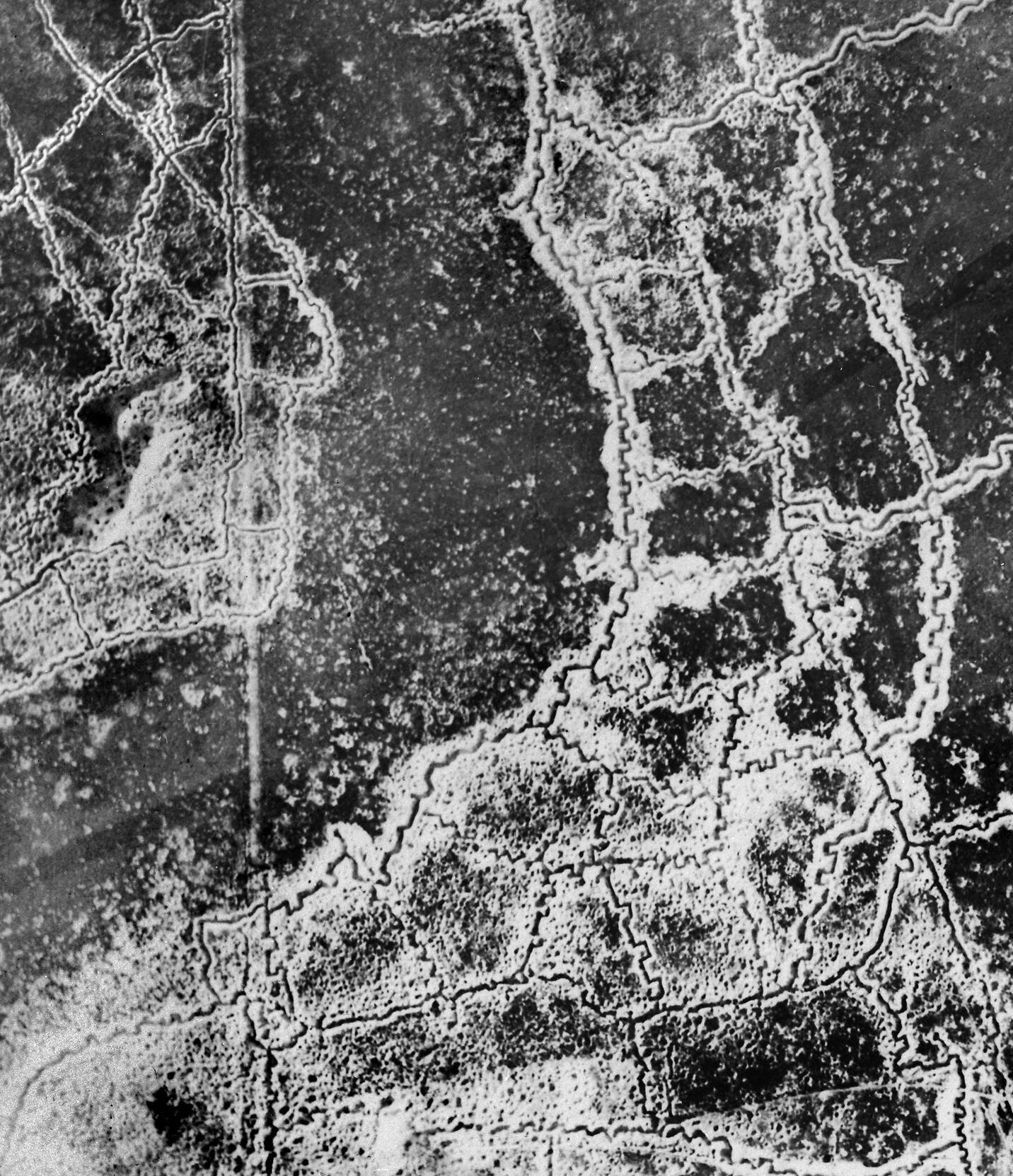
تصویر هوایی سنگرهای طرف‌های متخاصم و سرزمین‌های ممنوعه بین آن‌ها در طول جنگ‌جهانی اول.

منطقه بی‌طرف (انگلیسی: No man's land) سرزمین اشغال نشده یا تحت مناقشه بین طرف‌ها درگیر سرزمینی است که به دلیل ترس یا مشخص نبودن وضعیت رها شده‌است.
در دوران مدرن معمولاً مرتبط با جنگ جهانی اول به صورت منطقه زمینی بین دو سامانه سنگر دشمن توصیف می‌شود، زیرا هیچ‌یک از طرفها از ترس حمله به دشمن در این روند، مایل به عبور و تصرف نبودند. این اصطلاح همچنین برای اشاره به ابهام، ناحیه ای غیرعادی یا نامشخص در رابطه با یک کاربرد، وضعیت، یا حوزه قضایی استفاده می‌شود.